# Jealousy (Queen-dal)
A Jealousy a harmadik dal a brit Queen rockegyüttes Jazz albumán. A szerzője Freddie Mercury énekes volt. A dal öt országban (USA, Kanada, Brazília, Új-Zéland és Szovjetunió) kislemezen is megjelent.
A dal egy csendes zongoraballada, amely egy féltékeny emberről mesél, aki próbálja túlélni a megpróbáltatásait. A dalban Brian May gitáros egy Hallfredh akusztikus gitáron játszott.
A dal felcsendült az 1980. évi nyári olimpiai játékokon.

## Közreműködött
- Ének: Freddie Mercury
- Háttérvokál: Freddie Mercury

Hangszerek:
- Brian May: akusztikus gitár
- Freddie Mercury: zongora
- John Deacon: basszusgitár
- Roger Taylor: dob